# Betamethason
Betamethason ist ein synthetisches Glucocorticoid, das als Arzneistoff verwendet wird. Die Substanz aus der Gruppe der Steroidhormone wirkt entzündungshemmend, antiallergisch und immunsuppressiv. Betamethason und seine Derivate sind Bestandteil einer Reihe von Medikamenten sowohl zur systemischen als auch zur lokalen (topischen) Anwendung. Es unterscheidet sich vom Dexamethason einzig durch die Stellung der Methylgruppe in Position 16.

## Anwendung
Betamethason wird eingesetzt in der Therapie von:
- entzündlichen Hauterkrankungen (Ekzem, Psoriasis u. a.)
- allergischen Reaktionen (Akutbehandlung nach Bienen- oder Wespenstichen bei Insektengiftallergie, anaphylaktischer Schock, Nesselsucht u. a.)
- rheumatischen Erkrankungen (beispielsweise rheumatoide Arthritis, akutes rheumatisches Fieber mit Karditis),
- Autoimmunerkrankungen (z. B.  systemischer Lupus erythematodes)
- Erkrankungen der Lungen und Atemwege (schwerer akuter Asthmaanfall, chronisch obstruktive Atemwegserkrankungen, toxisches Lungenödem, Einleitung der Lungenreife bei Ungeborenen, wenn eine Frühgeburt droht u. a.)
- gastrointestinalen entzündlichen Erkrankungen (Morbus Crohn, Colitis ulcerosa)
- Eine Creme mit 0,05 % Betamethason wirkt effektiv in der Behandlung von Phimose und macht häufig eine Beschneidung unnötig.[4][5][6]

Ferner wird Betamethason verwendet zur unterstützenden Behandlung bei bösartigen Tumoren sowie zur Vorbeugung und Behandlung von Erbrechen bei Zytostatikabehandlung.
Die Anwendung zur Hirndrucksenkung, zum Beispiel aufgrund intrakranialer Blutungen, ist umstritten und wird nicht mehr allgemein empfohlen.
Je nach Bedarf werden verschiedene Derivate oder Salze eingesetzt. Für die lokale Anwendung auf der Haut (topische Anwendung) kommen das Betamethason-17-valerat und das Betamethason-17,21-dipropionat in Frage. Beide sind stark wirksam, Betamethason-17-valerat zählt zu den topischen Glucocorticoiden der Kategorie 1 (therapeutischer Index circa 1).
In der Leitlinie zur ärztlichen Behandlung der Kopfhaut-Psoriasis wird Betamethason oder das Vitamin-D3-Analogon Calcipotriol alleine oder als Fixkombination empfohlen. Im Rahmen einer Studie, bei der Patienten mit Kopfhaut-Schuppenflechte ein Jahr lang ein Lipo-Gel mit Betamethason und Calcipotriol angewendet hatten, waren nach zwei Wochen 49 % der Patienten nahezu oder völlig erscheinungsfrei.
Für die Injektion steht das wasserlösliche Betamethasondihydrogenphosphat-Dinatrium zur Verfügung. Eine verlängerte Wirksamkeit (Depot-Wirkung) wird durch das Zumischen von schwerlöslichem Betamethason-17,21-dipropionat oder Betamethason-21-acetat erreicht. Die entstehende Injektionssuspension ist nicht für die intravenöse Verabreichung geeignet, sondern ist vorrangig für das Einspritzen in große Gelenke vorgesehen (intraartikuläre Injektion).

## Sicherheitshinweise
Da Betamethason die Plazenta durchdringt, kann es zu Komplikationen wie Hypoglykämie bei Neugeborenen (auch in utero, d. h. noch im Mutterleib) führen.

## Handelsnamen
Monopräparate
Bemon (D), Beta Creme (D), Betagalen (D), Beta Lotio (D), Betnesol (D, A, CH), Celestamine (D), Celestan (D), Celestoderm (CH), Celestone (CH), Cordes Beta (D), Deflatop (D), Diproderm (A), Diproforte (A), Diprolen (CH), Diprophos (CH), Diprosalic (D), Diprosis (D), Diprosone (D, CH), Linolacort Beta (D), Soderm (D), Solu-Celestan (A)
Kombinationspräparate
Betadermic (D), Betnovate (A, CH), Celestan (A), Daivobet (A, D, CH), Daivobet Gel (D), Diprogenta (D, A, CH), Diprophos (A), Diprosalic (A, CH), Enstilar (D, A, CH), Fucicort (D, CH), Lotricomb (D), Ophtasone (CH), Psorcutan Beta (D, A), Quadriderm (CH), Soderm plus (D), Sulmycin (D), Triderm (CH), Xamiol (D), Xarniol (CH)